# Edlesberg
Edlesberg (früher auch Edelsberg) ist eine Ortschaft und eine Katastralgemeinde der Gemeinde Martinsberg im Bezirk Zwettl in Niederösterreich. Die Ortschaft hat 39 Einwohner (Stand 1. Jänner 2024).

## Geografie
Das Dorf befindet sich nördlich von Gutenbrunn und ist von der Landesstraße L82 über eine Stichstraße erreichbar. Weitere Ortslagen sind die Siedlung Edlesberger-Teichhäuser und die Roßmühle, die beide am Edlesberger Teich liegen. Sämtliche Lagen entwässern in den Weitenbach, im Süden des Ortes vorüberfließt. Am 1. April 2020 umfasste die Ortschaft 29 Adressen.

## Siedlungsentwicklung
Zum Jahreswechsel 1979/1980 befanden sich in der Katastralgemeinde Edlesberg insgesamt 20 Bauflächen mit 10.122 m² und 14 Gärten auf 1.852 m², 1989/1990 gab es 19 Bauflächen. 1999/2000 war die Zahl der Bauflächen auf 83 angewachsen und 2009/2010 bestanden 31 Gebäude auf 65 Bauflächen.

## Geschichte
Der Ort wurde 1276 zum ersten Mal schriftlich als Edelsperge erwähnt, er gehörte damals zum Gut Ochsenstrauß das wiederum ein Lehen der Zelkinger vom Stift Melk war. 1578 ging es an die Herrschaft Pöggstall und 1780 an die Herrschaft Gutenbrunn über.
Im Eintrag der Josephinischen Fassion aus Jahre 1786/87 gab es im heutigen Ort 10 Häuser, welche die Hausnummern Edlesberg 1 bis 10 hatten.
Im Jahr 1822 wurde der Ort als Dorf mit 16 Häusern genannt, das nach Martinsberg eingepfarrt war, wohin auch die Kinder eingeschult wurden. Die Herrschaft Gutenbrunn besaß die Ortsobrigkeit, besorgte die Konskription und verfügte über sämtliche Untertanen und Grundholde im  Ort. Die Landgerichtsbarkeit wurde von der Herrschaft Pöggstall ausgeübt.
Im Franziszeischen Kataster von 1823 ist Edlesberg als große Katastralgemeinde verzeichnet, der auch die heutige Marktgemeinde Gutenbrunn angehörte.
Nach der Entstehung der Ortsgemeinden 1849 wurde der Ort eine Katastralgemeinde der neugegründeten Gemeinde Oed, zu ihr zählte auch die Einzellage Roßmühle.
Laut Adressbuch von Österreich waren im Jahr 1938 in Edlesberg ein Binder, ein Gastwirt, eine Mühle, zwei Sägewerke, ein Trafikant und zwei Landwirte mit Ab-Hof-Verkauf ansässig.
Im Zuge der Niederösterreichische Kommunalstrukturverbesserung wurde der Ort nach der Auflösung der Gemeinde Oed mit 1. Jänner 1967 ein Teil der Großgemeinde Martinsberg.

## Bodennutzung
Die Katastralgemeinde ist landwirtschaftlich geprägt. 153 Hektar wurden zum Jahreswechsel 1979/1980 landwirtschaftlich genutzt und 132 Hektar waren forstwirtschaftlich geführte Waldflächen. 1999/2000 wurde auf 136 Hektar Landwirtschaft betrieben und 149 Hektar waren als forstwirtschaftlich genutzte Flächen ausgewiesen. Ende 2018 waren 129 Hektar als landwirtschaftliche Flächen genutzt und Forstwirtschaft wurde auf 148 Hektar betrieben. Die durchschnittliche Bodenklimazahl von Edlesberg beträgt 17 (Stand 2010).

## Naturschutz
Die Felsengruppe Zwettler Stein (auch Zwettlstein) 1013 m ü. A. (Listeneintrag) steht ebenso unter Naturschutz wie eine beim Edlesberger Teich befindliche Waldkiefer (Listeneintrag).